# Davidson Andeh
Davidson Andeh est un boxeur nigérian né le 17 janvier 1958 à Lagos. Il est le frère du boxeur Anthony Andeh.

## Carrière
Sa carrière est principalement marquée par un titre de champion du monde de boxe amateur remporté à Belgrade en 1978 dans la catégorie des poids légers et une médaille d'argent aux Championnats d'Afrique de boxe amateur 1974 à Kampala. Passé professionnel en 1980, Andeh devient champion du Nigeria en 1981 puis champion d'Afrique en 1983, toujours en poids légers. Il se retire en 1987 sur un bilan de 18 victoires et 5 défaites.